# Перито
Перито (итал. Perito) је насеље у Италији у округу Салерно, региону Кампанија.
Према процени из 2011. у насељу је живело 468 становника. Насеље се налази на надморској висини од 460 м.

## Становништво
Према резултатима пописа становништва 2011. у општини је живело 1.007 становника.
| 1931. | 1936. | 1951. | 1961. | 1971. | 1981. | 1991. | 2001. | 2011. |
| ----- | ----- | ----- | ----- | ----- | ----- | ----- | ----- | ----- |
| 1.772 | 1.908 | 2.142 | 2.022 | 1.531 | 1.267 | 1.189 | 1.101 | 1.007 |